# Ângelo Francisco Francisquim
Ângelo Francisco Francisquim foi sertanista e bandeirante de origem genovesa que desbravou o litoral sul do Brasil, sobretudo da região de São Francisco do Sul, onde foi um dos primeiros a se fixar com sua mulher. Dentre seus filhos estão Domingos Francisco Francisques, Antônio Francisco Francisques, José Francisco Francisques e talvez Miguel Francisco Francisques.